# Pseudomacrinella macrocephala
Pseudomacrinella macrocephala is een naaldkreeftjessoort . De wetenschappelijke naam van de soort is voor het eerst geldig gepubliceerd in 1990 door Kudinova-Pasternak.